# ليلة زكريا
ليلة زكريا هي مناسبة احتفالية تُقام في العراق، تكون مساء أول يوم أحد من شهر شعبان، تكريمًا للنبي زكريا. تُعد هذه الليلة من المناسبات الشعبية ذات الطابع الديني والتراثي، يحييها الناس بطقوس خاصة تشمل الدعاء، وتقديم الأطعمة، وإشعال الشموع، وقراءة الأدعية والأناشيد الدينية.

## تاريخ
ترتبط ليلة زكريا بالنبي زكريا ، الذي ذكر في القرآن الكريم كأحد أنبياء بني إسرائيل، وعرف بدعائه إلى الله ليرزقه بذرية صالحة، فاستجاب الله له بولادة يحيى. يُعتقد أن الاحتفال بهذه الليلة نشأ تعبيرًا عن الفرح ببركة النبي زكريا واستجابة الدعاء، وأصبحت تقليدًا متوارثا في بعض المجتمعات الاسلامية، خاصة في العراق.

## طقوس
في هذه الليلة، تجتمع العائلات لإعداد موائد بالمأكولات التقليدية، تُقدم الحلويات والفواكه والمكسرات، وتصبح الموائد مركزًا يجمع الأهل والأصدقاء في أجواء احتفالية مليئة بالمحبة. ومن الطقوس البارزة في هذه المناسبة إشعال الشموع، حيث يعتقد البعض أن نورها يجلب البركة والسكينة، فتُزين البيوت بالاضواء، مما يعطي جوًا من الروحانية والفرح. ويُخصص جزء من الاحتفال للدعاء والتضرع إلى الله، يتلوون الأدعية ويرددون الأناشيد الدينية التي تروي قصة النبي زكريا ، وتجسد معاني الصبر.
وايضا ينقشون الحناء على أيدي الأطفال، كل هذه الطقوس تساهم في جعل ليلة زكريا مناسبة تجمع بين الروحانية والتقاليد، تجدد الأمل وتُعزز الروابط العائلية والاجتماعية.